# 3М9
3М9 (по классификации НАТО — SA-6A) — советская зенитная управляемая ракета зенитного ракетного комплекса 2К12 «Куб».

## История создания
Создание ракеты 3М9 для ЗРК 2К12 «Куб» велось параллельно с ЗУР 3М8 для ЗРК 2К11 «Круг». Разработкой ракеты в целом занималось Государственное машиностроительное конструкторское бюро «Вымпел» под руководством И. И. Торопова. Полуактивную головку самонаведения конструировал Научно-исследовательский институт приборостроения, работами руководили главные конструктора А. А. Растов и Ю. Н. Вехов. С 1960 года работы возглавил И. Г. Акопян. Из-за высоких требований предъявленных к комплексу в целом разработка ракеты велась с большими трудностями. Решение проблем прогара камеры сгорания маршевого двигателя и сбрасывание крупногабаритного оперения затягивали сроки. Замена руководящего состава не ускорила разработку и первые пуски ракет начались только в 1963 году. В ходе испытаний была установлена низкая надёжность головки самонаведения, из-за чего в сентябре 1963 года запуски были остановлены. Программа испытаний маршевого двигателя ракеты тоже была не выполнена. Первый успешный запуск ракеты с боевой частью состоялся в апреле 1964 года. В результате государственные испытания ракеты и комплекса в целом прошли с двухлетним опозданием по сравнению с ЗРК 2К11 «Круг». После испытаний, ракета 3М9 была принята на вооружение в составе зенитного ракетного комплекса 2К12 «Куб».

## Описание конструкции
Зенитная управляемая ракета 3М9 предназначена для использования в составе ЗРК 2К12. Ракета 3М9 имеет две ступени с комбинированной двигательной установкой. Во второй ступени размещён маршевый воздушно-реактивный двигатель 9Д16К. Максимальное время работы двигателя составляет не более 20 с при общей массе топлива в 67 кг и длиной 760 мм. Во время сгорания продукты топливного заряда попадают в камеру досжигания с четырьмя воздухозаборниками, где несгоревшие остатки догорают. Во время работы первой ступени в камере находится топливный заряд стартового двигателя состоящий из баллистического твёрдого топлива ВИК-2, массой 172 кг. На первой ступени находится стартовый твердотопливный ракетный двигатель, для разгона до числа Маха 1,5. После завершения работы стартовой ступени происходит отстрел внутренней части соплового аппарата для измения геометрии сопла камеры дозжигания под работу маршевого двигателя. Маршевый двигатель разгоняет ракету до числа Маха 2,8.
Ракета 3М9 выполняется по конструктивной схеме «поворотное крыло». Основным отличием от ЗУР 3М8 является наличие дополнительных рулей на стабилизаторах ракеты, позволяющих уменьшить размеры поворотных крыльев и применить более лёгкий пневматический привод вместо гидравлического. В передней части ракеты расположена головка самонаведения 1СБ4, захватывающая и сопровождающая цель со старта. Головка оснащена защитой от помех. За головкой самонаведения находится осколочно-фугасная боевая часть 3Н12 общей массой 57 кг с радиовзрывателем 3Э27. Ракета позволяет поражать цели маневрирующие с перегрузками до 8g на дальностях от 6 до 22 км при высоте от 100 метров до 15 км. В модифицированных версиях зона поражения была расширена по максимальной дальности до 25 км, а по высоте поражения — до 18 км. Минимальные границы запуска ЗУР также были уменьшены по дальности до 4 км, а по высоте — 20 метров.

## Модификации
- 3М9М1 — расширены границы поражения и повышен уровень защищённости ГСН[2].
- 3М9М3 — расширены границы поражения, введена возможность стрельбы по неподвижным целям на высотах более 1 км и по целям вдогон на скоростях до 300 м/с, повышен уровень помехозащищённости ГСН[2].
- 3М9М4 — опытная модификация для 2К12М4 «Куб-М4». Масса боевой части была увеличена с 50 до 70 кг. Серийно не производилась[3].
- 3М20М3 — имитатор воздушной цели «Пение», вместо боевого отсека на ракету устанавливается держатель трассёра, система самоликвидации мишени, автопилот, обеспечивающий полёты по заданным траекториям - горизонтальные полеты, "змейка", пикирование, кабрирование, баллистические траектории.[4]